# 久村
10°35′23″N 5°58′20″W / 10.58972°N 5.97222°W
久村（法語：Diou）是馬里的城鎮，位於該國南部，由錫卡索區的卡迪奧羅省負責管轄，處於卡焦洛以西24公里，面積137平方公里，2009年人口6,003，人口密度每平方公里44人。